# Petre Steinbach
Petre Steinbach (Temesvár, 1906. január 1. – Németország, 1996) román válogatott labdarúgó, edző.
A román válogatott tagjaként részt vett az 1930-as világbajnokságon.

## Sikerei, díjai

### Játékosként
Colțea Brașov
- Román bajnok (1): 1928

Románia
- Balkán-bajnokság-győztes (1): 1929–31

### Edzőként
UTA Arad
- Román bajnok (2): 1947, 1948
- Román kupagyőztes (1): 1948